# Descobriment del riu Amazones
El descobriment del riu Amazones es va realitzar entre el 4 de febrer de 1541 i el 26 d'agost de 1541 per l'expedició liderada per l'espanyol Francisco de Orellana. La navegació completa de la llera més cabalosa i llarga no va ser quelcom intencionat, sinó que es va deure a una concatenació d'esdeveniments desencadenats pels desitjos de localitzar grans boscos de canyella, El Dorado i potser un nou virregnat.
Encara que la desembocadura del riu ja es coneixia, Gonzalo Pizarro va organitzar una gran expedició per descobrir i explotar la suposada canyella i localitzar l'or, però en arribar a la zona indicada no van trobar res de l'esperat. A causa de la desconeixença del terreny i els fal·lible guies indígenes, Orellana va intentar recollir informació i aliments avançant-se amb uns setanta homes. Les condicions de l'afluent no els va permetre tornar i van haver de seguir avançant, tot afrontant tota mena de penúries. Aquestes penúries han llançat ombres sobre la veracitat del relat escrit pel dominic Gaspar de Carvajal, membre de l'expedició, entre les quals destaca el contacte amb un poble integrat per dones a la qual rendien vassallatge altres habitants del lloc.
Després de dos mesos avançant per un afluent i set pel mateix Amazones, els espanyols van arribar a la desembocadura a l'Atlàntic. Francisco de Orellana va ser jutjat acusat de traïció, però va resultar absolt de tot càrrec. Va tornar novament al riu enfront d'una altra expedició amb l'objectiu de recórrer-ho en sentit invers, però va morir en l'intent.